# Devon White
Devon White (Nottingham, 2 marzo 1964) è un ex calciatore inglese, di ruolo attaccante.

## Carriera

### Giocatore
White inizia a giocare a calcio nel 1983 con i semiprofessionisti dell'Arnold Town, svolgendo parallelamente un lavoro da elettricista; nel dicembre del 1984 viene acquistato dal Lincoln City, club della quarta divisione inglese, con cui quindi all'età di 20 anni inizia a giocare da professionista. Nell'ottobre del 1986, dopo aver segnato 4 reti in 29 presenze in campionato (e 6 reti in 32 presenze considerando tutte le competizioni ufficiali) con il club biancorosso, viene ceduto in prestito in quinta divisione al Boston Utd. Qui realizza 2 reti in 7 partite di campionato per poi passare in prestito nella prima divisione maltese ai Naxxar Lions; viene poi ceduto ai semiprofessionisti inglesi dello Shepshed Dynamo, che lascia dopo breve tempo per far ritorno al Boston United, con cui segna altri 2 gol in altre 12 presenze in quinta divisione. Inizia quindi la stagione 1987-1988 al Grantham Town, ma dopo una sola partita giocata nella coppa della contea viene ceduto ai professionisti dei Bristol Rovers, club dove rimane per cinque stagioni: le prime tre le trascorre in terza divisione, segnando nel maggio del 1990 una doppietta contro i rivali cittadini del Bristol City che risulta decisiva per la vittoria del campionato di terza divisione, e ripetendosi pochi giorni più tardi con una rete a Wembley nella finale persa del Football League Trophy. Gioca poi per due stagioni in seconda divisione con i Bristol Rovers, con i quali arriva ad un bilancio totale di 202 presenze e 53 reti in incontri di campionato. Successivamente nella stagione 1992-1993 mette a segno 4 reti in 22 presenze in seconda divisione con il Cambridge Utd, per poi giocare in questa categoria anche nella stagione 1993-1994 (26 presenze e 9 reti con il QPR), dal 1994 al 1996 con il Notts County (44 presenze e 16 reti totali, a cui aggiunge anche la vittoria della Coppa Anglo-Italiana 1994-1995, in cui segna la rete decisiva nella vittoriosa finale di Wembley) e con il Watford (che lo acquista per 100000 sterline dalle Magpies e con cui totalizza 38 presenze e 7 reti in incontri di campionato durante la stagione 1996-1997), per poi giocare invece dal 1997 al 1999 in quarta divisione, prima nuovamente al Notts County (altre 15 presenze con altri 2 gol), con lo Shrewsbury Town (45 presenze e 10 reti in incontri di campionato). Si ritira infine nel 2000, all'età di 36 anni, dopo un'ultima stagione trascorsa con i semiprofessionisti dell'Ilkeston Town.
In carriera ha totalizzato complessivamente 415 presenze e 104 reti nei campionati della Football League.

### Allenatore
Dopo il ritiro White è tornato al suo vecchio lavoro come elettricista in un'azienda di sua proprietà, e parallelamente ha anche lavorato come vice allenatore nei dilettanti del Gedling Town.

## Palmarès

### Giocatore

#### Competizioni nazionali
- Third Division: 1

Bristol Rovers: 1989-1990

#### Competizioni internazionali
- Coppa Anglo-Italiana: 1

Notts County: 1994-1995

#### Competizioni regionali
- Derbyshire Senior Cup: 1

Ilkeston Town: 1999-2000